# The Glorious Burden
The Glorious Burden è un album della heavy metal band Iced Earth pubblicato nel 2004.
Il disco è un concept album incentrato sulla storia militare, e narra vari momenti della storia americana, della prima guerra mondiale e delle imprese di Attila.
Inizialmente registrato con Matt Barlow, il leader della band, Jon Schaffer, si disse insoddisfatto della sua prestazione, perché dopo gli eventi dell'11 settembre il cantante si interessò all'accaduto e cominciò a pensare di abbandonare il mondo della musica per arruolarsi nelle forze di polizia. L'album fu quindi registrato nuovamente con Tim Owens, allora cantante dei Judas Priest, che si unì permanentemente agli Iced Earth quando i Judas Priest richiamarono Rob Halford. Questo disco segna dunque il debutto nella formazione di Tim Owens. Alcune parti registrate da Barlow rimangono comunque nel mix finale, soprattutto nei cori, ed è accreditato come co-autore di due canzoni.
L'album contiene una trilogia di tre brani incentrati sulla battaglia di Gettysburg.
L'album fu pubblicato in tre versioni: una versione digipak, limitata, con tutte le canzoni registrate, una versione per il mercato americano e una per il mercato europeo.

## Tracce

### Edizione limitata in Digipak

#### Disco 1
Testi e musiche di Jon Schaffer, eccetto dove indicato.
1. The Star-Spangled Banner – 1:14 (musica: John Stafford Smith) – strumentale
2. Declaration Day – 4:59
3. When the Eagle Cries – 4:06
4. The Reckoning (Don't Tread on Me) – 4:57
5. Greenface – 3:02
6. Attila – 5:36 (Matt Barlow, Schaffer)
7. Red Baron/Blue Max – 4:05 (testo: Tim Owens)
8. Hollow Man – 4:25
9. Valley Forge – 4:46
10. Waterloo – 5:48 (Barlow, Schaffer)
11. When the Eagle Cries (unplugged) – 3:35

Durata totale: 46:33

#### Disco 2: Gettysburg (1863)
Testi e musiche di Jon Schaffer.
1. The Devil to Pay (July 1, 1863) – 12:13 – contiene riferimenti a When Johnny Comes Marching Home, The Star-Spangled Banner, Dixie
2. Hold at all Costs (July 2, 1863) – 7:05
3. High Water Mark (July3, 1863) – 12:35

Durata totale: 31:53

### Edizione americana
Testi e musiche di Jon Schaffer, eccetto dove indicato.
1. The Star-Spangled Banner – 1:14 (musica: John Stafford Smith) – strumentale
2. Declaration Day – 4:59
3. When the Eagle Cries – 4:06
4. The Reckoning (Don't Tread on Me) – 4:57
5. Greenface – 3:02
6. Valley Forge – 4:46
7. Attila – 5:36 (Matt Barlow, Schaffer)
8. Hollow Man – 4:25
9. Red Baron/Blue Max – 4:05 (testo: Tim Owens)
10. The Devil to Pay (July 1, 1863) – 12:13 – contiene riferimenti a When Johnny Comes Marching Home, The Star-Spangled Banner, Dixie
11. Hold at All Costs (July 2, 1863) – 7:05
12. High Water Mark (July 3, 1863) – 12:36

Durata totale: 69:04

### Edizione europea
Testi e musiche di Jon Schaffer, eccetto dove indicato.
1. Declaration Day – 4:59
2. When the Eagle Cries – 4:06
3. The Reckoning (Don't Tread on Me) – 4:57
4. Attila – 5:36 (Matt Barlow, Schaffer)
5. Red Baron/Blue Max – 4:05 (testo: Tim Owens)
6. Hollow Man – 4:25
7. Valley Forge – 4:46
8. Waterloo – 4:25 (Barlow, Schaffer)
9. The Devil to Pay (July 1, 1863) – 12:13 – contiene riferimenti a When Johnny Comes Marching Home, The Star-Spangled Banner, Dixie
10. Hold at All Costs (July 2, 1863) – 7:05
11. High Water Mark (July 3, 1863) – 12:36

Durata totale: 69:13

## Formazione
- Jon Schaffer - chitarra
- Tim Owens - voce
- James MacDonough - basso
- Richard Christy - batteria

### Ospiti
- Ralph Santolla - chitarra
- Jim Morris - chitarra
- Matt Barlow - voce
- Sam King - voce
- Jeff Day - voce
- Howard Helm - pianoforte
- Susan McQuinn - flautista
- Michael LoBue - cornamusa
- Prague Philharmonic Orchestra